# Monduli Juu
Monduli Juu ist ein Verwaltungsbezirk (Ward) des Distrikts Monduli in der tansanischen Region Arusha.

## Geografie
Monduli Juu liegt im Norden von Tansania etwa 50 Kilometer nordwestlich der Stadt Arusha. Die höchste Erhebung ist mit 2650 Metern der Monduli Mountain. Bei der Volkszählung 2022 lebten hier 58.542 Menschen in 17.049 Haushalten.

## Gliederung
Der Bezirk besteht aus drei Gemeinden (Mtaa) mit zehn Orten (Kitongoji):
| Emairete - Alasai - Orketurai - Emairete - Imorijo - Irkungu | Eluai - Lermahir - Kilasho | Enguiki - Nengiloriti - Loimaroro - Ormeli |

## Wirtschaft und Infrastruktur
- Gesundheit: Im Bezirk befindet sich die öffentliche Apotheke Enguiki.[6]